# Kraftwerk Pfrombach
Das Kraftwerk Pfrombach ist ein Wasserkraftwerk am Mittlere-Isar-Kanal bei Pfrombach, einem Ortsteil von Moosburg an der Isar im Landkreis Freising.
Es ist eines der die Kraftwerkstreppe am Mittlere-Isar-Kanal bildenden Laufwasserkraftwerke. Das 1929 eröffnete Kraftwerk  wurde im Rahmen des zweiten Bauabschnitts des Kanals von der Mittlere Isar AG errichtet, die später vom Bayernwerk übernommen wurde, welche 2000 in der E.ON aufging, der Muttergesellschaft des früheren Betreibers E.ON Wasserkraft GmbH, von der sie durch Umwandlungen zur Uniper Kraftwerke GmbH gelangten.
Vom Einlaufbauwerk wird das Oberwasser in 16 Druckwasserkanälen über ein Gefälle von 22 m zu acht Francis-Turbinen in der quer zum Kanal stehenden Maschinenhalle geleitet. Die Turbinen sind zusammen mit den zwei Generatoren auf einer 85 m langen Welle angeordnet, mit denen je nach Bedarf Drehstrom mit 50 Hertz für das Öffentliche Leitungsnetz oder Einphasenstrom für die Deutsche Bahn erzeugt wird. Eine Besonderheit ist der rotierende Umformer, der Einphasenstrom mit 16 2/3 Hertz für die Bahn liefert. Die elektrische Leistung des Kraftwerks beträgt 22,3 MW. Die Jahreserzeugung liegt bei 117 Millionen kWh.
Östlich der Maschinenhalle befindet sich der so genannte Leerschuss, ein Kanal, in dem das Wasser am Kraftwerk vorbei geleitet werden kann.
Das Kraftwerk hatte bis vor ein paar Jahren noch eine eigene Steuerzentrale, musste aber als Teil der Kraftwerkstreppe schon immer im Einklang mit den anderen Kraftwerken gesteuert werden. Dazu erhielt es die Vorgaben aus dem Kraftwerk Neufinsing, in dem alle relevanten Daten koordiniert wurden. Später wurde das Kraftwerk Pfrombach, wie alle Kraftwerke der E.ON Wasserkraft entlang des Mittlere-Isar-Kanals, zentral vom Kraftwerk Neufinsing überwacht und gesteuert. Seit dem 1. Mai 2011 werden alle Kraftwerke der E.ON Wasserkraft an der Isar, am Lech und an der Donau von deren Hauptsitz in Landshut aus gesteuert. Im Kraftwerk Pfrombach wird Personal deshalb nur noch für die notwendigen Wartungs- und Instandsetzungsarbeiten benötigt.
Das operative Geschäft der E.ON Kraftwerke GmbH wurde mit Wirkung zum 25. September 2015 durch zwei Ausgliederungen über die Uniper Holding GmbH auf deren Tochterunternehmen Uniper Kraftwerke GmbH übertragen.
Seit Dezember 2022 gehört die Gesellschaft als Teil der Uniper Holding GmbH als indirekte Folge des russischen Überfalls auf die Ukraine zu 99,12 % dem deutschen Staat.
Das Kraftwerk war der Endpunkt der zum Bau errichteten Bahnstrecke Altenerding–Pfrombach. Östlich des Kraftwerks wurde eine Wohnanlage für die Werksangehörigen gebaut, die inzwischen unter Denkmalschutz steht. 